# 艾伯特维尔 (亚拉巴马州)

艾伯特维尔在亚拉巴马州的位置

艾伯特维尔（Albertville）是美国亚拉巴马州马歇尔县的一个城市。

## 地理
该城市的总面积为26.0平方英里。

## 人口统计
根据美国2000年人口普查，该城市共有17247人，6566户，4615个家庭。